# Dodecatoma riedeli
Dodecatoma riedeli är en skalbaggsart som beskrevs av Wittmer 1995. Dodecatoma riedeli ingår i släktet Dodecatoma och familjen Rhagophthalmidae. Inga underarter finns listade i Catalogue of Life.